# Rubber Factory
| Críticas profissionais | Críticas profissionais |
| Avaliações da crítica  | Avaliações da crítica  |
| Fonte                  | Avaliação              |
| ---------------------- | ---------------------- |
| allmusic               | [ 1 ]                  |

Rubber Factory é o terceiro álbum de estúdio da banda norte-americana The Black Keys, lançado em 7 de setembro de 2004.

## Faixas
Todas as faixas escritas e compostas por Dan Auerbach e Patrick Carney, exceto onde anotado. 
| N.º            | Título                                 | Duração |  |
| 1.             | "When the Lights Go Out"               | 3:23    |  |
| 2.             | "10 A.M. Automatic"                    | 2:59    |  |
| 3.             | "Just Couldn't Tie Me Down"            | 2:57    |  |
| 4.             | "All Hands Against His Own"            | 3:16    |  |
| 5.             | "The Desperate Man"                    | 3:54    |  |
| 6.             | "Girl Is On My Mind"                   | 3:28    |  |
| 7.             | "The Lengths"                          | 4:54    |  |
| 8.             | "Grown So Ugly (Robert Pete Williams)" | 2:27    |  |
| 9.             | "Stack Shot Billy"                     | 3:21    |  |
| 10.            | "Act Nice and Gentle (Ray Davies)"     | 2:41    |  |
| 11.            | "Aeroplane Blues"                      | 2:50    |  |
| 12.            | "Keep Me"                              | 2:52    |  |
| 13.            | "Till I Get My Way"                    | 2:31    |  |
| Duração total: | Duração total:                         | 41:33   |  |

## Desempenho nas paradas musicais
| Parada musical (2004)               | Posição |
| ----------------------------------- | ------- |
| Estados Unidos - Top Heatseekers    | 5       |
| Estados Unidos - Independent Albums | 11      |
| Estados Unidos - Billboard 200      | 143     |

## Créditos
- Dan Auerbach — Guitarra, vocal, violino
- Patrick Carney — Bateria, percussão